# تو
در زبان فارسی ، تو ضمیر شخصی منفصل برای دوم شخص مفرد (مخاطب) است، که ضمیر متصل مرادف آن «ت» است. این ضمیر معمولاً زمانی به کار می‌رود که بین طرفین گفتگو، یک رابطه صمیمانه یا نزدیک وجود داشته باشد. برای احترام بیشتر، از ضمیر شما استفاده می‌شود. نازی عمر منههه

## کاربردهای ضمیر تو
تو برای اشاره در حالت‌های فاعلی، مفعولی، اضافی، و ندا به کار می‌رود:
- تو در حالت فاعلی: تو رفتی.
- تو در حالت مفعولی (غالباً به‌جای تو را، و ترا):
- تو در حالت اضافی: کتاب تو.

## ضمیر «تو» در زبان های ایرانی
- پارسی باستان: تووتم (tuvtam)؛
- اوستا: توم (tûm)، توام (tvâm)، تو (tù)، توه (tava)، توم (tum)، توم (tvem)؛
- ایرانی باستانی: توه (tava)؛
- پازند: تو (tô)؛
- هندی باستان: توم (tvâm)، توه (tava)؛
- ارمنی: دو (du)؛
- کردی: تو (tu)؛
- پشتو: ته (ta)؛
- استی: دو (du) و دی (di)؛
- نیزاستی: دئه (dae)؛
- گیلکی: تو (tû)
- طبری (مازندرانی)：ته (te) , تو (tu)